# Audi Avus Quattro
O Avus Quattro é um automóvel superesportivo conceitual da Audi apresentado no Salão do Automóvel de Tóquio de 1991. O Avus quattro tinha uma moldura de alumínio, o que o tornava um automóvel leve e seguro. Esta segunda exibição da nova arquitetura de alumínio (após o quattro Spyder um mês antes) abriu o caminho para o alumínio do A8 produzido em massa em 1994.

## Design
A carroceria do Avus foi projetada por J Mays e inspirada nos carros de corrida Auto Union da década de 1930, que exibiam carrocerias de alumínio sem pintura. Os painéis são feitos de alumínio polido, batido à mão e com apenas 1,5 mm de espessura.

## Especificações
O motor do Avus quattro deveria ser um motor W12 de 6,0 L e 60 válvulas , produzindo 509 PS (374 kW; 502 hp). O carro mostrado no Salão do Automóvel de Tóquio, no entanto, foi equipado com um manequim pintado, feito de madeira e plástico. A razão é que, na época, seu trem de força pretendido ainda estava em desenvolvimento. Os motores W12 fabricados pela Audi não estavam disponíveis para os compradores até 2001, no Audi A8 6.0 W12 quattro de 2001. O Avus também possui três diferenciais com trava, direção nas rodas traseiras e um duto no estilo NACA montado no teto.

O Avus quattro está agora em exibição no museu da Audi, em Ingolstadt, Alemanha.

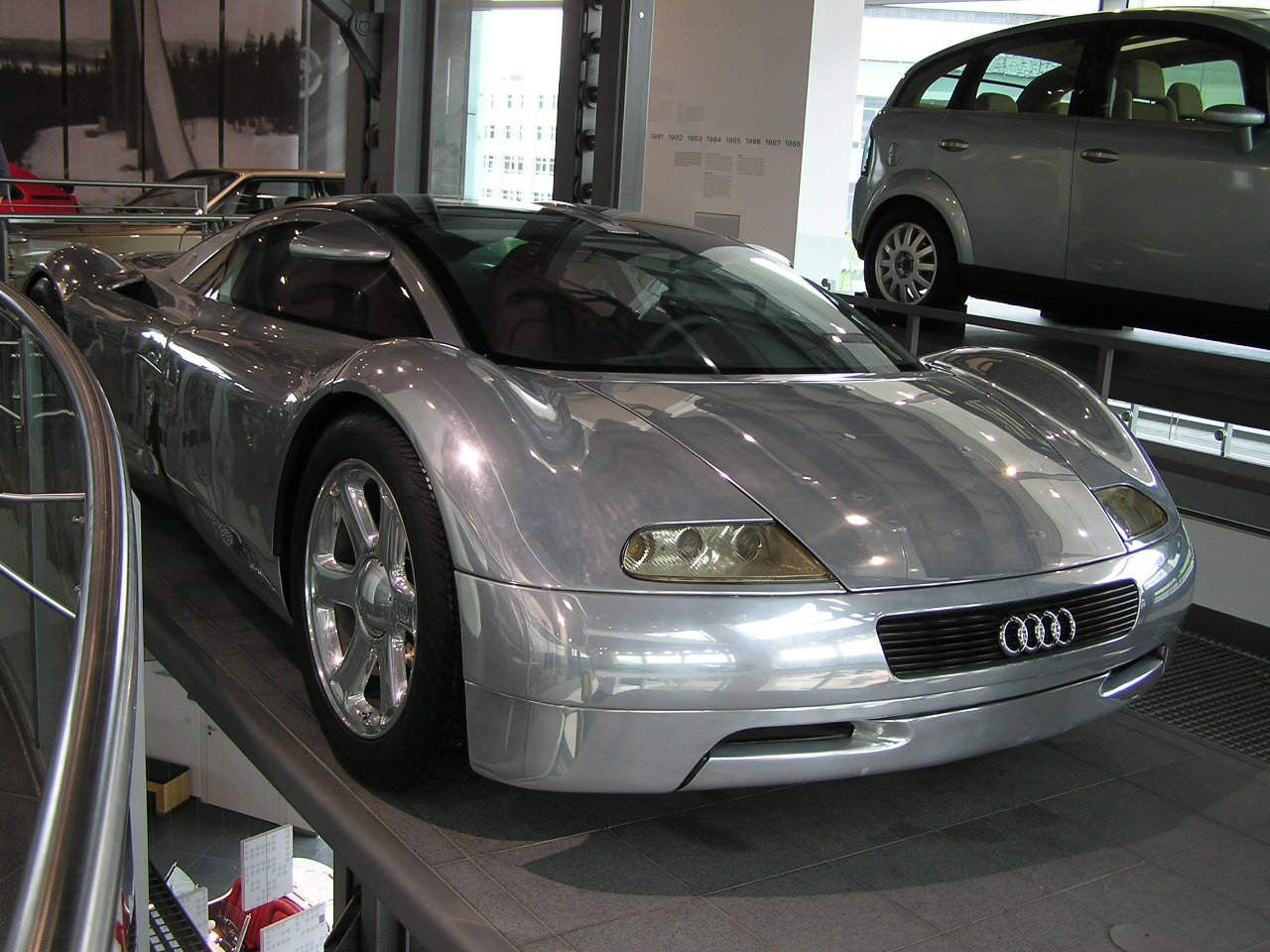
Frente
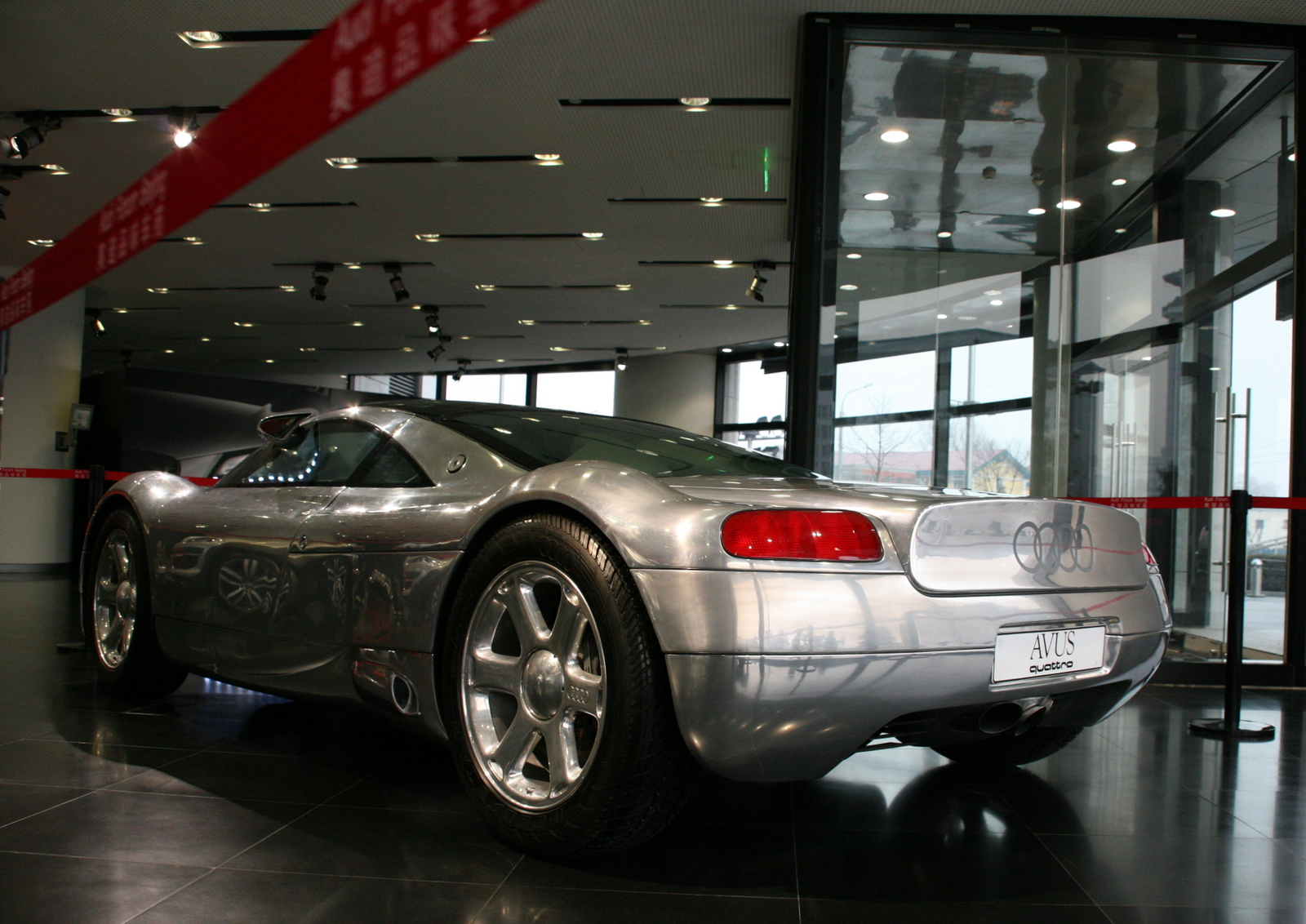
Traseira
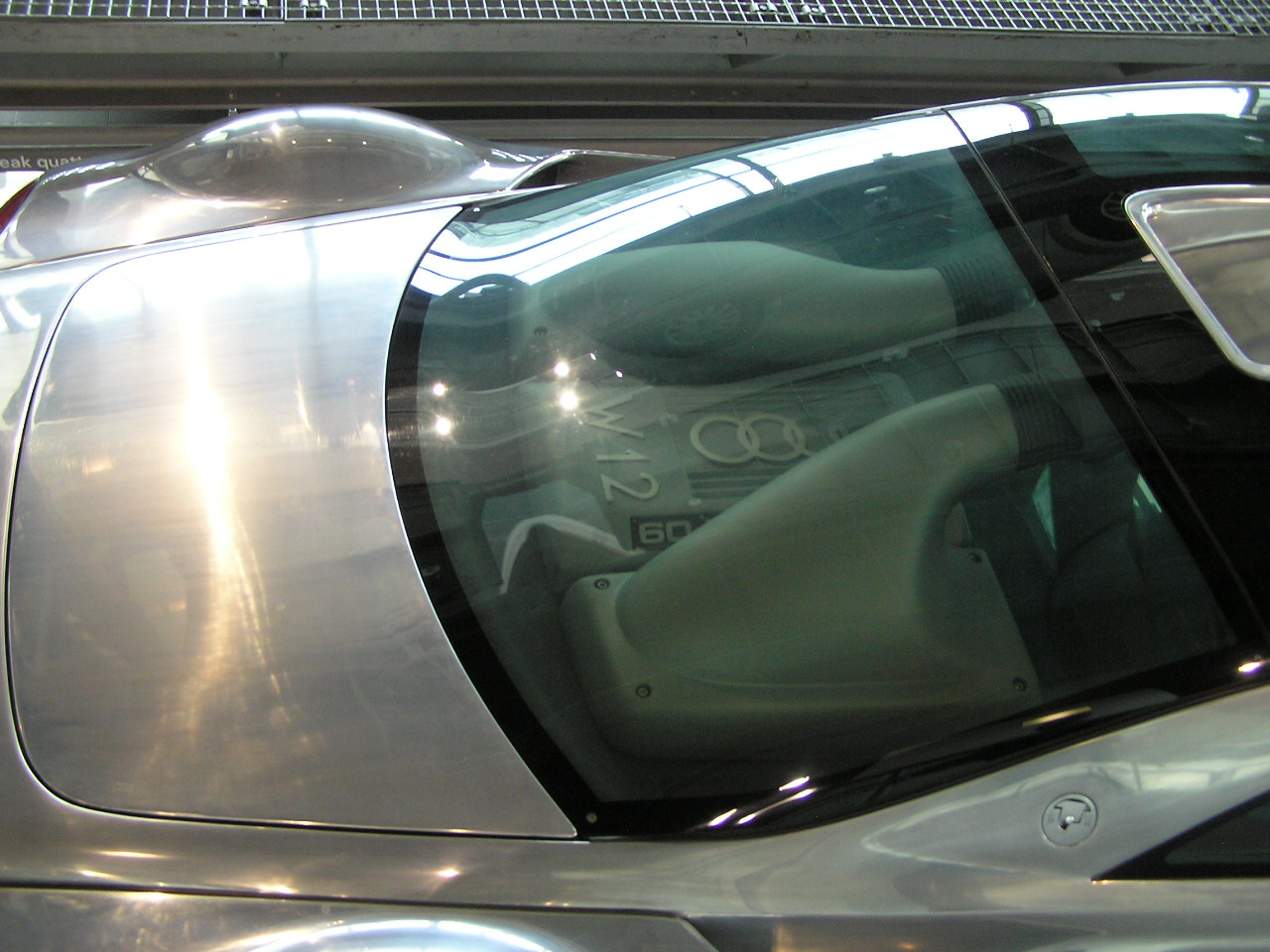
Mock-up do motor W12